# Martin Husár
Martin Husár (Trnava, 1º febbraio 1985) è un calciatore slovacco, centrocampista dello Slovan Galanta.

## Carriera

### Club
Husár iniziò la carriera professionistica con la maglia dello Spartak Trnava. Il 31 agosto 2006 fu reso noto il suo trasferimento ai norvegesi del Lillestrøm. Il calciatore debuttò nella Tippeligaen il 24 settembre, subentrando a Khaled Mouelhi nella sconfitta per 2-0 sul campo del Molde.
L'11 giugno 2007 fu ceduto allo HamKam con la formula del prestito. Esordì nel nuovo club, militante in Adeccoligaen, il 19 agosto: sostituì infatti Tom Kristoffersen nella vittoria per 5-0 sul Tromsdalen.
Una volta rientrato da questo prestito, tornò allo Spartak Trnava, sempre a titolo temporaneo. Agli inizi del 2010 lasciò il Lillestrøm, stavolta definitivamente, per passare ai cechi dello Zbrojovka Brno.